# Länsväg 225
Länsväg 225 är huvudvägen mellan Södertälje och Nynäshamn via Grödinge, Sorunda och Ösmo. Den börjar vid trafikplats Moraberg i Södertälje, vid E4 och E20. Sedan ansluter den till länsvägarna 226 vid Vårsta och 257 vid Rosenhill, och slutar vid riksväg 73 strax öster om Ösmo. En fortsättning som kallas väg 539 ansluter därifrån och slutar österut på ön Muskö norr om Nynäshamn. Längs den vägen finns Sveriges näst längsta vägtunnel, Muskötunneln.

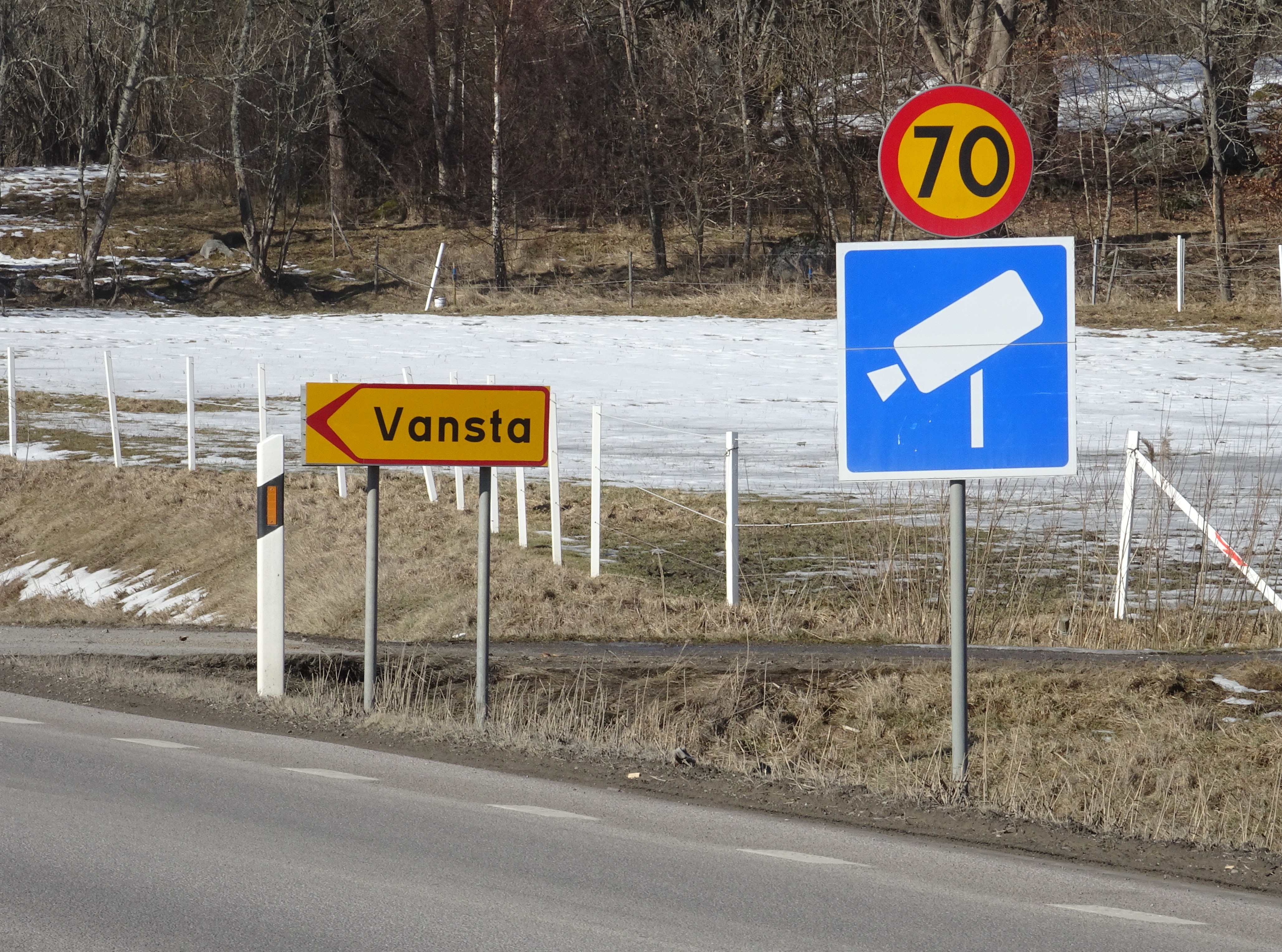
Länsväg 225 vid Vansta gård.

Vägens namn växlar beroende bland annat på vilken kommun det är på olika delar av sträckningen. I Södertälje kommun heter den Nynäsvägen. I Botkyrka kommun heter den Södertäljevägen väster om Vårsta, där vägen viker mot söder och byter namn till Nynäsvägen. I Nynäshamns kommun heter vägen Södertäljevägen igen fram till rondellen i Ösmo. 
Vägens sträckning mellan E4/E20 och Lövstalund, cirka 5 km öster om Södertälje ändrades genom ett byggprojekt i två etapper 2003–2007. Innan dess gick väg 225 genom Östertälje.
Länsväg 225 utgör tillsammans med länsväg 226 omledningssträcka söderifrån in till Stockholm när Södertäljevägen är avstängd för trafik vid till exempel vägarbeten, trafikolyckor eller vid bilköer. Lokaliseringsmärken av vit typ Vägnummermärke vid omledning av trafiken finns längs sträckan från trafikplats Moraberg till Vårsta. 
|  | Nr  | Namn                 | Skyltning                                   |
|  | --- | -------------------- | ------------------------------------------- |
|  | 144 | Trafikplats Moraberg | E4 E20 Stockholm, Helsingborg, Göteborg     |
|  |     |                      | Östertälje                                  |
|  |     |                      | 226 Stockholm                               |
|  |     |                      | 257 Västerhaninge                           |
|  |     |                      | Stora Vika; Väg 225 svänger i en T-korsning |
|  |     |                      | 73 Stockholm Nynäshamn ; Muskö              |